# Carménère
Le carménère N est un cépage de cuve noir français originaire du Bordelais. Il s'agit d'une variété de vigne cultivée (Vitis vinifera). Les parcelles ont été ravagées par le phylloxera au XIXe siècle, mais il  a été redécouvert en 1991 au Chili où il était confondu avec du merlot. Ce cépage oublié connaît un regain d'intérêt dans le Bordelais.

## Origine

### Historique

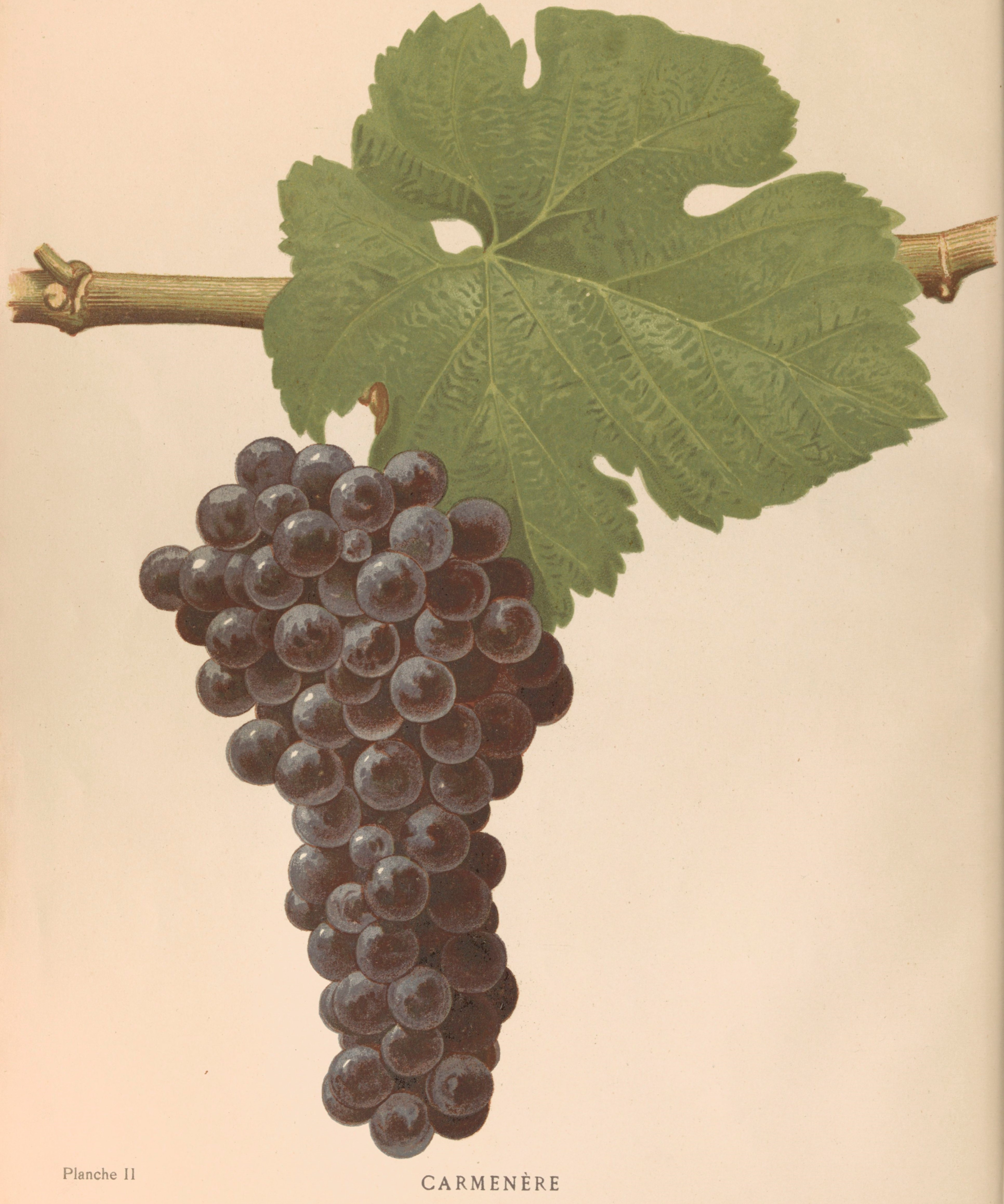
Grappe de Carménère.

Il porte le nom d'un groupe de cépages bordelais, la famille des carmenets, comme le cabernet sauvignon, le cabernet franc, le merlot ou le sauvignon. D'après Guy Lavignac, cette famille viendrait du Pays basque espagnol, ramenée au Moyen Âge par les pèlerins de retour de Saint-Jacques-de-Compostelle. 
Il est connu depuis plusieurs siècles à Bordeaux, mais l'arrivée du phylloxéra au XIXe siècle a anéanti le vignoble. Pour replanter, il a fallu greffer la vigne, modifiant ses qualités : faiblesse des rendements et grande sensibilité à la coulure. Il n'a donc pratiquement pas été replanté. Les quelques viticulteurs qui croyaient en lui en replantant n'ont pas été suivis.
En 1991, on pensait ce cépage d'origine bordelaise disparu à la suite du ravage du phylloxera. Claude Valat, œnologue français de l’université de Montpellier, découvre dans le domaine Carmen situé dans la région centre du Chili, au milieu de plants de merlot un pied de vigne différent des autres. Les raisins sont plus gros, la couleur des feuilles diffère. Trois années et plusieurs analyses ADN seront nécessaires pour arriver à une surprenante conclusion : ces cépages sont des plants de carménère.
En 2009, des tests génétiques menés par l'équipe de J.M. Boursiquot de l'ENSAM et Carole Meredith de l'Université de Californie à Davis ont permis de découvrir que le carménère est issu d'un métissage intraspécifiqueancien entre le gros cabernet N et le cabernet franc N, le gros cabernet étant un métis entre fer servadou N et hondarribi beltza N.

### Aire de répartition

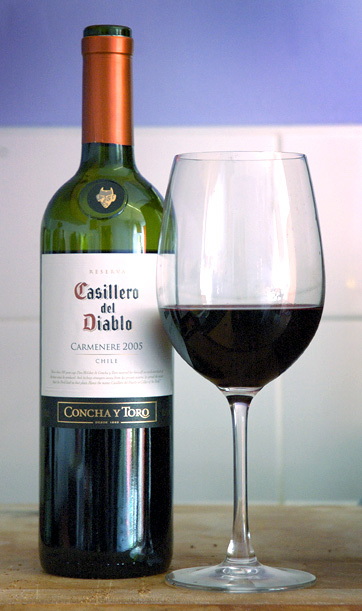
Bouteille de carménère du Chili.

En France, en 1994, on n'en trouvait qu'une dizaine d'hectares. Cependant, la mode aux cépages oubliés étant apparue, des plantations nouvelles ont eu lieu depuis les années 1990 dans le vignoble du Libournais. 
Hors de France, on le trouve dans la cordillère des Andes, notamment au Chili où il n'a été discriminé du merlot N que dans les années 1990. On l'identifie également en Argentine et en Californie. On en trouverait aussi dans le nord de l'Italie, où on l'a longtemps confondu avec le cabernet franc.
On en trouve aussi dans le vignoble médocain aux châteaux Brane-Cantenac ou Clerc Milon par exemple.
Il a été montré également qu'une variété que l'on croyait être du cabernet franc était en fait du carménère, près d'Avio, dans le Trentin (nord-est de l'Italie). Ce cépage fait partie de l'encépagement de la Tenuta San Leonardo du marquis Guerrieri Gonzaga. Il entre dans une proportion importante de l'assemblage final du grand vin de ce domaine, l'une des plus grandes cuvées italiennes.

### Variabilité génétique
Des essais ont débuté en 2004 dans le vignoble de Bordeaux, destinés à homologuer un ou plusieurs clones de carménère. À partir de 320 origines différentes de carménère, des tests de virose puis de qualité de production. Ils ont donné sept clones tous indemnes de viroses et qualitativement intéressants. Dans les années à venir, ils vont être testés sur la qualité de leurs vins et leur capacité d'adaptation au vignoble et, finalement, un ou deux clones hautement qualitatifs devraient être homologués.

### Étymologie et synonymie
Son nom pourrait faire référence à la couleur rouge carmin de ses baies et de son vin. On peut dire le ou la carménère.
Il est aussi nommé vidure à cause de la dureté de son bois de taille ou encore autrefois cabernell.

## Caractèresampélographiques
Il ressemble au merlot au point qu'on les confond facilement.
- Jeune rameau cotonneux.
- Jeunes feuilles brillantes, révolutées rouge-orangé à plage bronzée.
- Feuilles adultes brillantes, orbiculaires à 5 lobes, avec sinus pétiolaire à lobes légèrement chevauchants, sinus latéraux avec souvent une dent au fond, dents moyennes rectilignes, limbe révoluté.
- Petites grappes et baies de taille moyenne et arrondies.

## Aptitudes

### Culturales
Vigoureux et peu fertile sur les yeux de la base, il doit être taillé long et palissé.

### Sensibilité climatique
En année défavorable lors de la floraison, il coule. Le réchauffement climatique ayant réduit ce risque, ce phénomène est une des explications à son regain de plantation dans le Bordelais.

### Sensibilité aux maladies
Pas de risques particuliers, sauf en automne humide, des risques de pourriture grise.

### Technologiques
Son vin est très coloré, riche, il ajoute brillance, rondeur et caractère lorsqu'il est mélangé à d'autres cépages. Apte au vieillissement, il peut être vinifié seul, mais accompagne remarquablement bien le merlot et le cabernet-sauvignon.

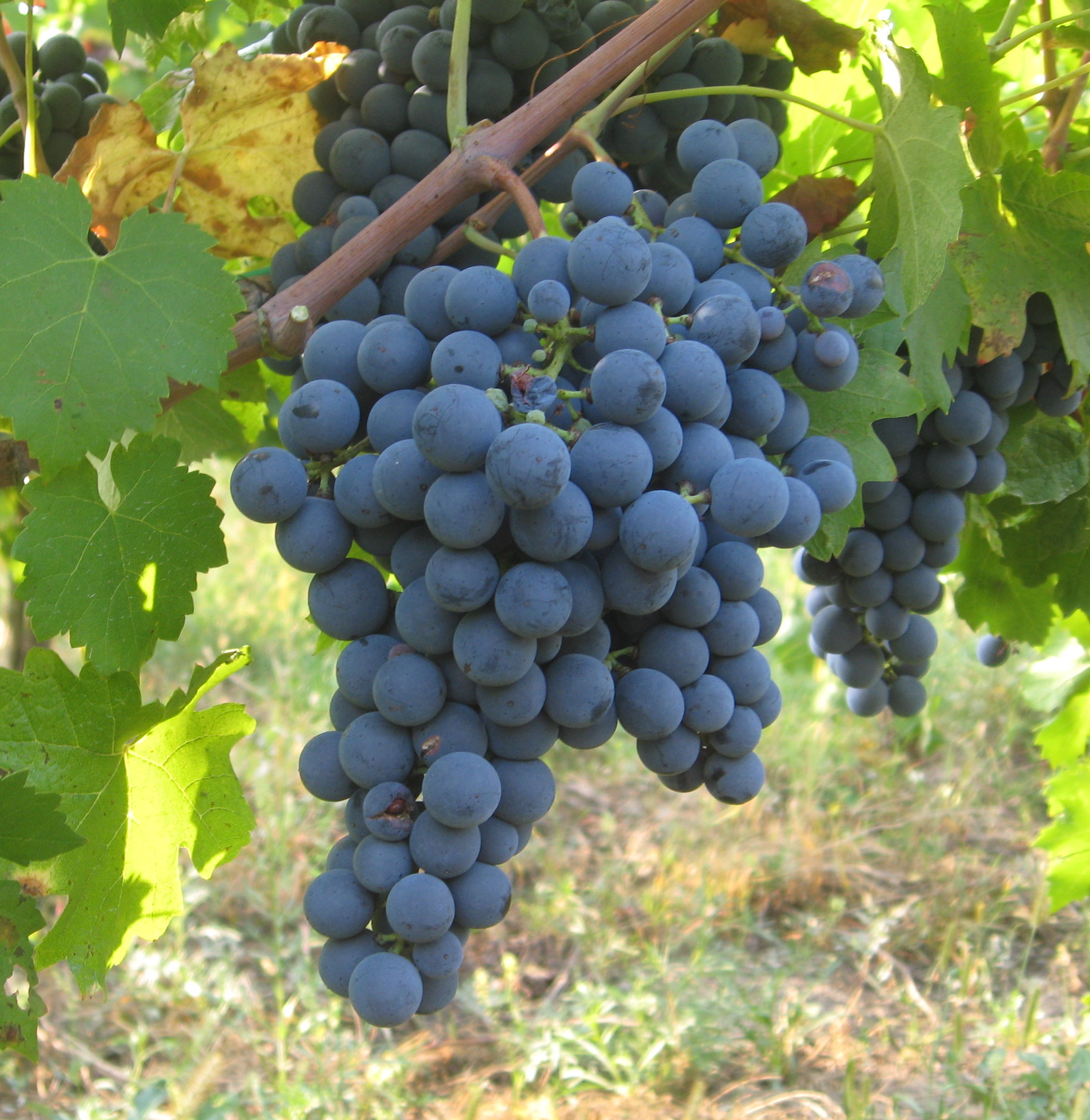
Une grappe de Carménère.
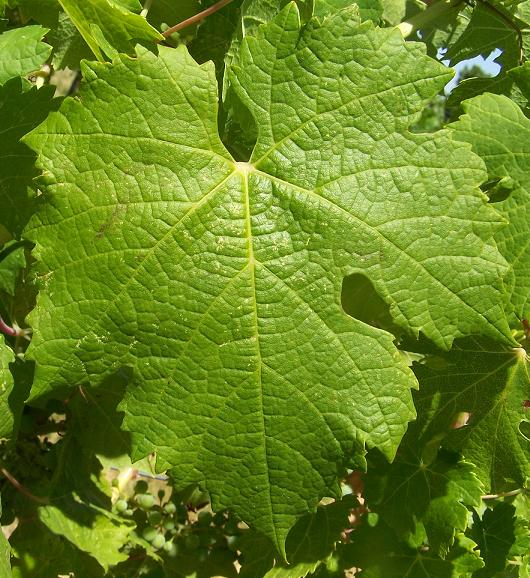
Feuille de carménère.
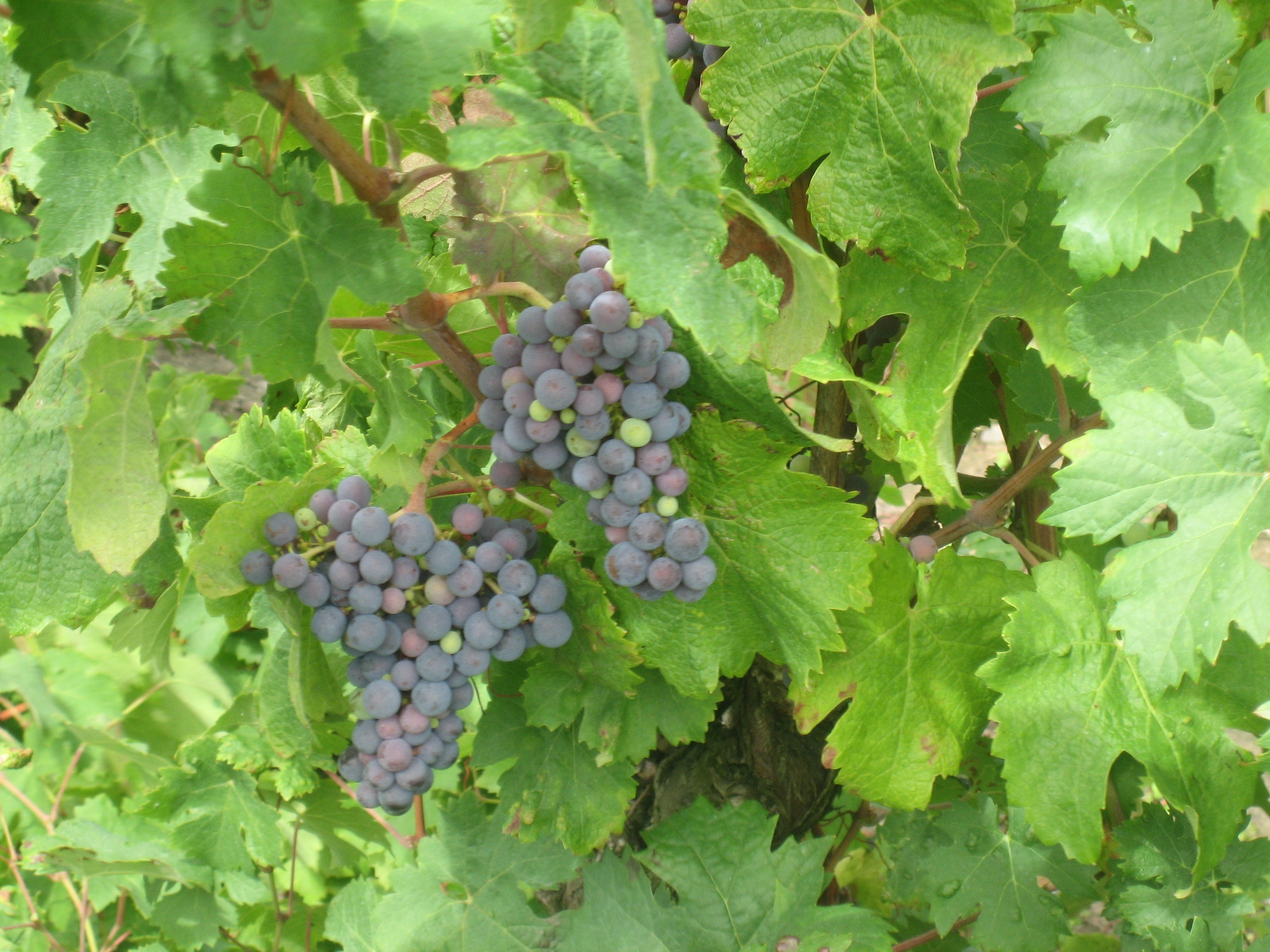
Grappes de carménère.